# NGC 3376
NGC 3376 је спирална галаксија у сазвежђу Секстант која се налази на NGC листи објеката дубоког неба.
Деклинација објекта је + 6° 2' 55" а ректасцензија 10h 47m 26,5s. Привидна величина (магнитуда) објекта NGC 3376 износи 13,4 а фотографска магнитуда 14,3. NGC 3376 је још познат и под ознакама UGC 5891, MCG 1-28-7, CGCG 38-13, KARA 443, NPM1G +06.0259, PGC 32231.